# Fourquevaux
Fourquevaux (em occitano:  Forcasvals) é uma comuna francesa na região administrativa da Occitânia, no departamento do Alto Garona. Estende-se por uma área de 10.03 km², com 784 habitantes, segundo o censo de 2018, com uma densidade de 78 hab/km².